# Motta Camastra
Motta Camastra é um comune italiano da região da Sicília, província de Messina, com cerca de 861 habitantes. Estende-se por uma área de 25 km², tendo uma densidade populacional de 34 hab/km². Faz fronteira com Antillo, Castiglione di Sicilia (CT), Francavilla di Sicilia, Graniti.
O centro histórico conta com cerca de 647 habitanti, enquanto que as frações têm respectivamente 200 (Fondaco Motta) e 44 residentes (San Cataldo).

## Demografia
| Variação demográfica do município entre 1861 e 2011                               |
|                                                                                   |
| Fonte: Istituto Nazionale di Statistica (ISTAT) - Elaboração gráfica da Wikipedia |

## Administração municipal
O prefeito é Carmelo Blancato (Lista cívica "Insieme per Motta Camastra") desde 10 de junho de 2018.